# Geohintonia mexicana
Geohintonia mexicana Glass & W.A.Fitz Maur., 1992 è una pianta succulenta della famiglia delle Cactacee originaria del Messico. È l'unica specie nota del genere Geohintonia.

## Descrizione
Questa pianta presenta numerose costolature. Di forma globosa, schiacciata all'apice, colore verde-grigio. Durante la sua fioritura sviluppa dei bellissimi fiori rosa. Le poche spine che possiede sono molto deboli e si staccano facilmente. In media la sua altezza non supera i 10 cm, così come il diametro del fusto.

## Conservazione
La Lista rossa IUCN classifica Geohintonia mexicana come specie prossima alla minaccia di estinzione (Near Threatened).

## Coltivazione
Ha bisogno di un'esposizione solare diretta e di annaffiature da marzo fino alla fine di settembre, ogni 5-8 giorni in estate mentre deve rimanere completamente asciutta d'inverno. La temperatura minima che riesce a sopportare è di 5°, mentre la sua temperatura ideale è di 20-28°. Ha inoltre bisogno di essere concimata durante il periodo estivo una volta al mese con un concime con un titolo costituito da 1-3-6 ossia 1 di N, 3 di P e 6 di K.